# Laténium
Le Laténium est un musée archéologique situé à Hauterive, dans le canton de Neuchâtel, en Suisse. Il doit son nom au site de La Tène, qui a donné son nom à la culture celtique du second Âge du fer. Ce musée est construit sur les rives du lac de Neuchâtel, à l'endroit-même où trois sites archéologiques (de l'Âge du bronze, du Néolithique et du Paléolithique supérieur) ont été découverts et fouillés avant son implantation.

## Histoire
Le Laténium est le plus grand musée archéologique de Suisse. Son exposition permanente présente quelque 3 000 objets et autres vestiges archéologiques issus de trouvailles réalisées essentiellement dans le canton de Neuchâtel, sélectionnés dans les collections du musée, qui comprennent plus de 525 000 pièces. Beaucoup de ces objets appartiennent à des ensembles archéologiques régionaux qui font office de référence internationale dans le domaine de l'archéologie, permettant notamment d'exemplifier près de 50 000 ans de préhistoire de l'Europe. Ce musée prend donc place dans un canton particulièrement fertile et important pour l'archéologie suisse et européenne.

### L'archéologie neuchâteloise auxXIXeetXXesiècles
Lors du XIXe siècle, un grand nombre de découvertes archéologiques ont été effectuées sur le territoire actuel du canton de Neuchâtel, et ce en particulier sur les rives nord du lac de Neuchâtel. À cette époque, ces trouvailles ont suscité un intérêt profond chez les notables et intellectuels de la région, ce qui a engendré un certain prestige ainsi qu'une visibilité européenne à ces recherches archéologiques. Cette passion vouée aux investigations archéologiques démontre également l'intérêt accordé au patrimoine, tant au sein des élites sociales, mais également dans les milieux plus modestes qui ont eux aussi été sensibilisés à l'importance de la conservation des vestiges archéologiques. L’événement le plus marquant et décisif pour l'archéologie neuchâteloise lors de ce siècle est probablement la première correction des eaux du Jura (1868-1882). En effet, cette colossale réalisation de génie civil, qui avait pour but premier d'assécher les aires inondables du Seeland, a permis d'abaisser le niveau des lacs de Neuchâtel, de Bienne et de Morat de 2,7 mètres. En conséquence, énormément de sites littoraux jusque-là submergés se sont trouvés exondés sur les plages, ce qui a grandement facilité la collecte des vestiges.
Par la suite, durant les ultimes décennies du XXe siècle, l'important développement du réseau autoroutier en Suisse a également fortement bénéficié à l'archéologie du canton de Neuchâtel. En effet, une grande quantité de chantiers archéologiques neuchâtelois ont pu être conduits sur le parcours de l'autoroute A5, reliant la ville vaudoise d’Yverdon-les-Bains à Soleure en longeant partiellement la rive nord du lac de Neuchâtel. Ces chantiers archéologiques ont ainsi révélé près de 500 000 vestiges, qui ont intégré les collections cantonales au fur et à mesure de leur découverte.

### La création du Laténium
L'histoire de la création du Laténium remonte en 1979, année durant laquelle deux députés, Rémy Scheurer et Pierre Duckert, déposent une motion pour la construction d'un nouveau musée d'archéologie auprès du parlement neuchâtelois. Avant cela, en 1952, la ville de Neuchâtel remet au  canton les collections d'archéologie conservées au Musée d'art et d'histoire dans le but de fonder un musée indépendant. Le musée cantonal d'archéologie est alors aménagé dans un bâtiment de la cour de l'Hôtel DuPeyrou, et ouvert au public en 1962. Cependant, l'édifice était trop petit et pas suffisamment adapté pour accueillir correctement les importantes collections qu'il renfermait. Il y avait donc une réelle nécessité à ériger un bâtiment permettant non seulement de mieux exploiter et mettre en valeur le patrimoine du canton de Neuchâtel, mais également de réunir les dépôts afin que les collections ne soient plus éparpillées dans toute la région neuchâteloise.
À la suite de l'adoption de la motion par le Grand Conseil en 1979, une commission d'architecture a été créée pour lancer le concours international d'architecture qui définirait les architectes du musée. Cette commission, présidée par le préhistorien Hans-Georg Bandi, était composée d'une douzaine de personnes, dont le directeur du musée, Michel Egloff, ainsi que son successeur à la direction de l'archéologie cantonale neuchâtelois, Béat Arnold. Ce sont quelque 47 projets qui ont été soumis à cette commission, parmi lesquels figuraient les architectes Herzog & de Meuron, Vittorio Gregotti ou encore Mario Botta. C'est en 1986 que les lauréats Laurent Chenu, Bruce Dunning, Pierre Jéquier et Pieter Versteegh ont été sélectionnés pour définir le programme architectural du futur musée d'archéologie neuchâtelois.
En octobre 1995, le Grand Conseil accepte un crédit pour la construction du projet, situé à Hauterive, soumis au référendum populaire obligatoire. Le 9 juin 1996, les Neuchâteloises et les Neuchâtelois ont accepté ce projet à 66% des votes, permettant ainsi la construction et l'aménagement du nouveau musée cantonal d'archéologie. Les travaux de construction débutent en 1998. Le 7 septembre 2001, le Laténium est inauguré officiellement.

### Distinctions
En 2003 le Laténium reçoit le Prix du Musée du Conseil de l'Europe pour souligner sa contribution à l'amélioration de la compréhension du patrimoine culturel européen, et devient ainsi le premier musée suisse à en être récompensé. Le musée neuchâtelois s'est vu octroyer ce prix alors qu'il était en concurrence avec cent vingt autres institutions européennes, notamment pour son investissement visant à mieux partager et comprendre le patrimoine européen. C'est au palais Rohan à Strasbourg que la remise du prix s'est déroulée, cérémonie à laquelle ont assisté à la fois députés et ministres européens.
En 2018, il a obtenu la Médaille de la médiation archéologique de l'Union internationale des sciences préhistoriques et préhistoriques. C'est notamment l'engagement du Laténium pour la popularisation de l'archéologie, mais également pour la valorisation sociale de la sauvegarde du patrimoine qui ont valu cette distinction au musée neuchâtelois.

## Les collections et les expositions
Les collections du Laténium étant très vastes (un demi million de trouvailles archéologiques), elles ne sont que partiellement exposées. Une importante sélection a permis de sélectionner les objets les plus pertinents, qui font partie à présent de l'exposition permanente du musée, mais également du dépôt visitable. Par ailleurs, le musée organise également des expositions temporaires, selon un rythme en principe annuel.

### L'exposition permanente:Hier... entre Méditerranée et mer du Nord

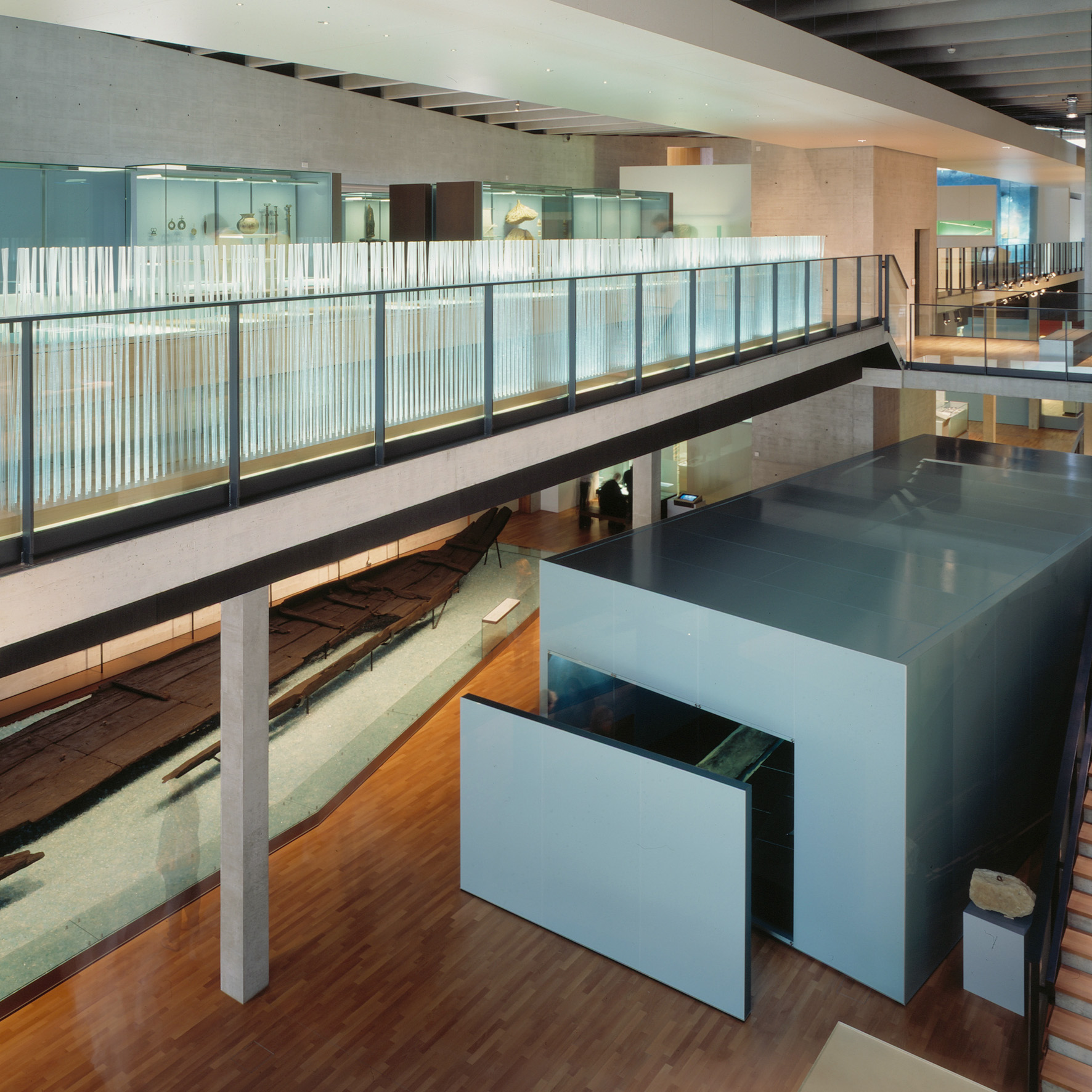
Vue de l'intérieur du musée illustrant la particularité de sa scénographie réalisée en un espace dépourvu de cloisons.

L'exposition permanente du Laténium, intitulée Hier...entre Méditerranée et Mer du Nord, cherche à retracer les 50 000 dernières années de l'histoire de l'Europe tempérée. La muséographie de cette exposition se veut originale : elle renverse la chronologie évolutionniste habituelle. En effet, cette exposition entraîne ses visiteurs de la Renaissance au Moustérien en passant par toutes les périodes intermédiaires. L'idée d'une telle mise en scène est d'évoquer l'essence même de l'archéologie, qui consiste à creuser pour remonter le temps peu à peu. De plus, afin d'accentuer cette idée de continuité à travers les âges, les diverses époques parcourues par les visiteurs du musée ne sont pas séparées visuellement les unes des autres (par des murs ou des cloisons par exemple). Ce choix architectural et muséographique a pour but de symboliser justement qu'il n'y a pas de cassure nette et violente d'une époque à une autre, mais qu'au contraire tout est en perpétuelle évolution.
Un des buts de cette exposition est de parvenir à créer un monde représentatif pour chacune des époques traitées. La mise en espace de ces différentes étapes de la visite est réalisée en se focalisant sur leurs particularités inhérentes afin de les représenter de la manière la plus optimale possible aux yeux des visiteurs du musée. De plus, pour étayer la mise en espace des vestiges archéologie, plusieurs dispositifs sont utilisés : jeux, bornes informatiques, documentaires audio et vidéo, ordinateurs, maquettes illustrant la vie quotidienne ou encore tests de connaissance. La visite de cette partie du Laténium se veut donc être une combinaison d'apprentissage, de découverte, de jeu et de balade.
Dans l'espace d'introduction de cette exposition permanente, les visiteurs se trouvent confrontés à des bustes humains illustrant les caractéristiques physiques de nos ancêtres, de celles et ceux qui ont foulé le territoire régional avant nous. Puis, en guise "d'amuse-bouche", de petites vitrines résument les différentes périodes qui s'apprêtent à être parcourues durant le reste de la visite. Cet ensemble de petites vitrines rassemble divers objets réalisés dans des matériaux très variés (os, argent, cristal de roche), qui sont utilisés comme témoins de leur époque.

#### Lumière médiévale - Entre Renaissance et Haut Moyen Âge
Dès cette première étape de la visite, la remontée dans le temps est matérialisée à travers le plancher incliné qui invite les visiteurs à plonger dans le passé. Ce début d'exposition  cherche à expliquer ces époques qu'étaient le Renaissance et le Moyen Âge à travers les pouvoirs politique, religieux et économique qui en faisaient partie, sans pour autant négliger la vie domestique. Pour ce faire, divers vestiges sont mis en avant, comme des fragments ou décors architecturaux appartenant à des châteaux de la région ou à la Collégiale de Neuchâtel, mais aussi des éléments de décors intérieurs (carreaux de sol, papiers peints) d'une demeure médiévale. De plus, les visiteurs sont également sensibilisés à l'importance du commerce dans la région neuchâteloise au XVIe siècle. Pour illustrer ce dernier, la cargaison d'une épave est exposée exactement telle qu'elle a été découverte au fond du lac de Neuchâtel : un amas de barres de fer impressionnant, qui pourrait être confondu avec une œuvre d'art contemporain.

#### À sept lieues d'Avenches - Province romaine
Le commerce était une des sources de richesse de l’Empire romain, commerce au sein duquel l'Helvétie avait une place de choix. En effet, elle était stratégiquement située au croisement de plusieurs axes commerciaux de l'Empire, ce qui a forcément bénéficié à la région neuchâteloise à cette époque. Cette dernière a vu passer bien des produits lors des échanges commerciaux qui circulaient sur ses routes : vin, huile ou encore blé étaient des aliments fréquemment transportés par cette voie. En guise de témoin de ces échanges commerciaux parcourant le canton de Neuchâtel, plusieurs amphores provenant du sud de la France, de l'Italie ou encore de l'Espagne sont notamment exposées. En plus de ces amphores, les visiteurs ont également l'occasion d'observer des vestiges architecturaux, des statues ou encore des fragments de peintures murales ayant appartenu au palais de Colombier, un très vaste complexe architectural situé à l'emplacement actuel du Château de Colombier.

#### Cinq millénaires de navigation - Plongée vers le passé
Les fouilles subaquatiques ont une grande importance au sein de l'archéologie neuchâteloise, c'est pourquoi elles sont à l'honneur à cette étape de l'exposition permanente du Laténium. En effet, ces fouilles effectuées dans le lac de Neuchâtel ont permis une meilleure compréhension des habitats palafittiques de la préhistoire récente, mais également de l'architecture navale sur 5 000 ans. Ici, les visiteurs trouvent des pirogues taillées dans un tronc d'arbre (appelées pirogues monoxyles) remontant au Néolithique et à l'âge du Bronze, mais également des embarcations romaines. Le musée expose en permanence le fac-similé d'un chaland gallo-romain de 20 mètres de long retrouvé à Bevaix lors de fouilles subaquatiques,.

#### Les Celtes et La Tène - L'Âge du fer
Dans ce secteur de l'exposition, on notera en particulier les trouvailles du site éponyme de l'époque de La Tène (le deuxième âge du fer), qui constitue une référence internationale dans la mesure où ce sont ces pièces qui ont permis de caractériser archéologiquement la culture celtique. Pour ce qui est de l'époque de Hallstatt (le premier âge du fer), plusieurs découvertes isolées ainsi que de nombreuses sépultures sous tumulus ont marqué l'archéologie régionale. De l'ensemble de ces découvertes regroupant des vestiges de l'époque de La Tène et Hallstatt, les visiteurs ont la possibilité d'observer plusieurs objets en lien avec le monde de la guerre, agrémentés de décors finement dessinés, ainsi qu'un groupe de céramiques et un service à vin réalisé en bronze.
De nombreux vestiges exposés dans cette partie de l'exposition permanente sont directement issus du site de La Tène et en font des témoins importants pour l'ensemble de cette période. Ainsi, le public peut observer un élément de carnyx datant du IIIe siècle av. J.-C., une trousse de forgeron celte ou encore une roue de char datant elle aussi du IIIe siècle av. J.-C....

#### LesLacustres- De l'Âge du bronze au Néolithique
Les premières implantations durables de groupes humains dans le territoire neuchâtelois représentent une étape marquante pour l'archéologie cantonale. En effet, des milliers de pieux de fondation ont été découverts dans les couches de sédiments sur les rives nord du lac de Neuchâtel, comme témoins de cette sédentarisation humaine. De ces premiers établissements humains sur les rives neuchâteloises, les vestiges de bâtiments alignés en rangées en fonction des vents dominants, entourés de palissades ont perduré. Avec cette sédentarisation apparaît également un nouveau rapport de l'Homme à son environnement : il cultive, il possède du bétail, il exploite la nature pour subvenir à ses besoins. C'est ce changement de vie lié à la sédentarisation qui est exprimé à cette étape de la visite : les visiteurs ont alors la possibilité de se familiariser, grâce aux différentes trouvailles exposées, avec les méthodes d'exploitation forestière, d'architecture, de parure, d'habits, etc. qui sont autant d'éléments qui permettent de mieux cerner ce à quoi la vie des Lacustres pouvait ressembler.

#### Sur la piste des chasseurs - Du Mésolithique au Magdalénien
Cette étape de l'exposition a pour but de mettre en avant la vie des chasseurs du Mésolithique au Magdalénien. La faune qu'ils chassaient au Magdalénien était constituée de rennes, de bisons ou de chevaux, pour se transformer progressivement au Mésolithique et regrouper alors cerf, chevreuil et sanglier. De plus, en dehors des évolutions climatiques et de la faune, les techniques et la culture évoluent également. Les lames, les grattoirs et les burins qui étaient utilisés au Paléolithique se transforment pour devenir des "microlithes", de très petits silex taillés, éléments mis en avant aux yeux des visiteurs du musée. De plus, d'autres sujets comme les abris sous-roches, les campements, les grottes paléolithiques ainsi que la Suisse lors du dernier maximum glaciaire sont également abordés.
C'est à cette étape de l’exposition permanente que le public peut également découvrir l'histoire de la grotte du Bichon, grotte des Montagnes neuchâteloises dans laquelle a été identifié l'un des premiers événements attestés de la préhistoire : un accident de chasse. En effet, on y a retrouvé les restes d'un jeune chasseur âgé d'une vingtaine d'années, ainsi que les restes de l'ours ayant causé sa mort. Cet accident de chasse s'est déroulé comme suit : le chasseur est parvenu à blesser l'ours sans parvenir à le tuer immédiatement. Le plantigrade s'est alors défendu en tuant le jeune chasseur avant de mourir lui-aussi dans la grotte. À ce jour, le squelette de l'homme du Bichon est l'un des Cro-Magnon les mieux conservés au monde.

#### Au pays du Grand Ours - Le Moustérien
Pour cette ultime escale de l'exposition permanente, les visiteurs sont plongés dans une scénographie évoquant une grotte, plus particulièrement la grotte de Cotencher, située en dessous des gorges de l'Areuse. Cette grotte était occupée alternativement par des hommes de Néandertal et des ours des cavernes. Des sédiments de cette cavité, une importante variété de restes de faune ont été découverts, qui ont ainsi permis de retracer quelles étaient les espèces qui vivaient dans la région (comme le rhinocéros laineux, le lion des cavernes, le glouton, l'écureuil, etc.), qui font du site de Cotencher un site de référence pour le Paléolithique moyen.

### Les expositions temporaires
En plus de son exposition permanente, le Laténium organise annuellement des expositions temporaires, traduisant ainsi de l'intérêt de ce musée à organiser des événements culturels variés pour son public. Ces expositions temporaires parcourent des thèmes variés et se basent sur les recherches des archéologues du canton de Neuchâtel, mais également de leurs proches partenaires.
Les expositions temporaires de ces dernières années étaient les suivantes :
- Des Choses (28 mai 2021 au 9 janvier 2022)[29] ;
- Celtes - Un millénaire d'images (29 mars 2020 au 10 janvier 2021) ;
- Émotions patrimoniales (19 mai 2019 au 5 janvier 2020) ;
- Ours (30 mars 2018 au 6 janvier 2019) ;
- Archives des sables. De Palmyre à Carthage (9 juillet 2016 au 17 avril 2017) ;
- Derrière la Grande Muraille – Mongolie et Chine au temps des premiers empereurs (23 octobre 2015 au 29 mai 2016) ;
- Aux origines des pharaons noirs (3 septembre 2014 au 17 mai 2015) ;
- Fleurs des pharaons : parures funéraires en Égypte antique (19 mai 2013 au 2 mars 2014) ;
- Chantier autorisé (24 juin 2012 au 3 mars 2013) ;
- L'âge du Faux : L'authenticité en archéologie (29 avril 2011 au 8 janvier 2012).

### Le dépôt visitable du Laténium
L'intention de créer un dépôt visitable, qui serait accessible à la fois aux spécialistes et (plus occasionnellement) aux visiteurs du musée, faisait partie intégrante du projet de construction du Laténium, et ce dès le lancement de son concours d'architecture il y a une trentaine d'années. La nécessité de créer un tel espace était le résultat de l'évolution de l'espace muséographique vers une manière plus moderne. En effet, alors que dans les présentations muséographiques des siècles passés il était normal d'être confronté, en tant que visiteur, à une quantité vertigineuse d'objets exposés, il n'en est pas de même de nos jours. Aujourd'hui, ce sont généralement des espaces bien plus aérés qui sont privilégiés, dans lesquels les objets présents représentent le fruit d'une importante sélection. Ce choix de simplification vise à fournir un discours pédagogique et des opportunités de contemplation aux visiteurs qui ne sont pas des spécialistes dans le domaine exposé. Le but du dépôt visitable du Laténium est donc de pallier les inconvénients de cette sélection, en facilitant l'accès aux ensembles d'origine.
Le dépôt visitable du Laténium réunit une multitude de vestiges archéologiques, comme des vanneries, des objets lithiques, des éléments architecturaux, des céramiques ou encore des boisselleries. Le type de présentation retenu pour ce dépôt visitable est quantitatif : le but est donc d'y regrouper un maximum d'objets dans une zone donnée, ceci ayant pour objectif d'exemplifier au mieux toutes les variétés de formes, de finitions d'un groupe d'objets donnés. De plus, afin de donner à ce dépôt une représentativité optimale, le choix a été fait d'exhiber, pour chacune des périodes, un groupe d'objets représentatifs de ces dernières. Les périodes présentes au sein du dépôt sont les suivantes : Paléolithique, Mésolithique, Néolithique, Âge du bronze, Âge du fer, période gallo-romaine, Moyen Âge, époque moderne et contemporaine. Un réaménagement en cours doit permettre de présenter l'ensemble des trouvailles du site éponyme de La Tène.

## Le parc archéologique

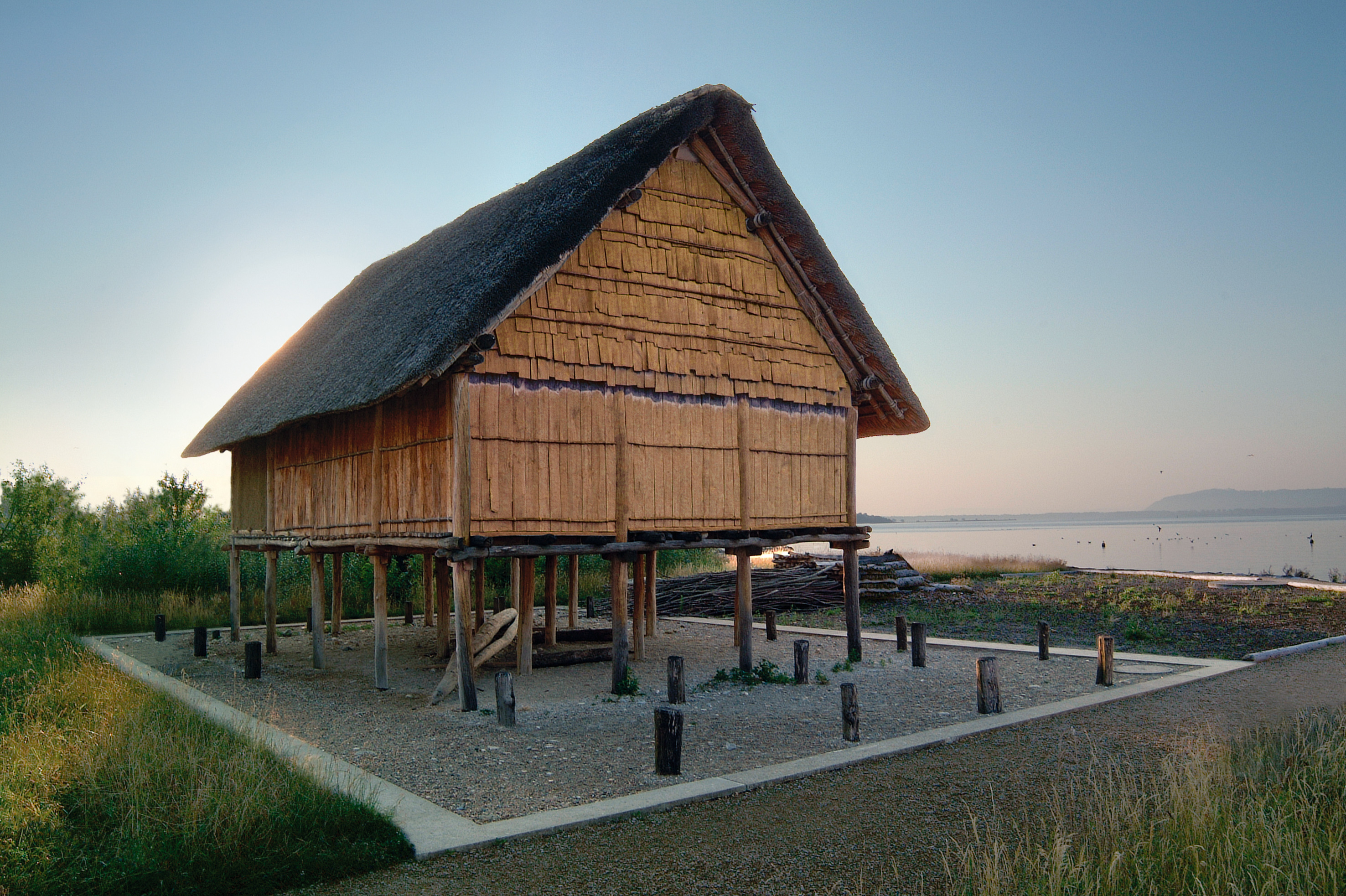
Reconstitution d'une maison palafittique de l'âge du Bronze présente dans le parc du Laténium.

En plus du musée, un parc archéologique a été aménagé devant le bâtiment en 1995 (soit 6 ans avant l'inauguration du musée). Ce parc possède une surface de 3 hectares et offre une vue sur les Alpes mais également sur le site de La Tène ou encore du Mont Vully. Son accès est libre et gratuit, et permet ainsi à tout le monde d'en profiter : que ce soit pour les visiteurs du musée qui souhaitent poursuivre leur voyage à travers les âges, ou alors par simple curiosité lors d'une balade longeant les rives du lac de Neuchâtel. Ce parc met en avant une variété d'éléments qui font écho à la découverte des vestiges présentés au sein du Laténium :
- des vestiges archéologiques authentiques : une canalisation romaine, des pierres à cupules, un puits celtique, un menhir ou encore le dolmen de Plant de Rives ;
- le moulage d'un sol d'un campement paléolithique de chasseurs-cueilleurs ;
- plusieurs reconstitutions : un tumulus de l'époque Hallstatt, une barque gallo-romaine, une maison palafittique de l'Âge du bronze ou encore un village lacustre du Néolithique ;
- des reconstitutions environnementales : une chênaie mixte de la fin du Mésolithique, la toundra de la fin de l'ère glaciaire, etc.[33] ;
- un étang  surélevé, témoignant du niveau historique du lac de Neuchâtel avant la première Correction des eaux du Jura[34].

Ce parc a donc pour but de retracer aux yeux de ses visiteurs quelques exemples de milieux, constructions ou objets qui occupaient ces rives autrefois. Ces éléments recréés racontent 15 000 ans d'histoire des rivages neuchâtelois. Le parc ne constitue donc pas uniquement une sorte de décor dans lequel le Laténium a été implanté : il met en évidence l'importance des recherches paléoenvironnementales conduites sur les fouilles archéologiques régionales. Il s'apparente donc à un archéosite.

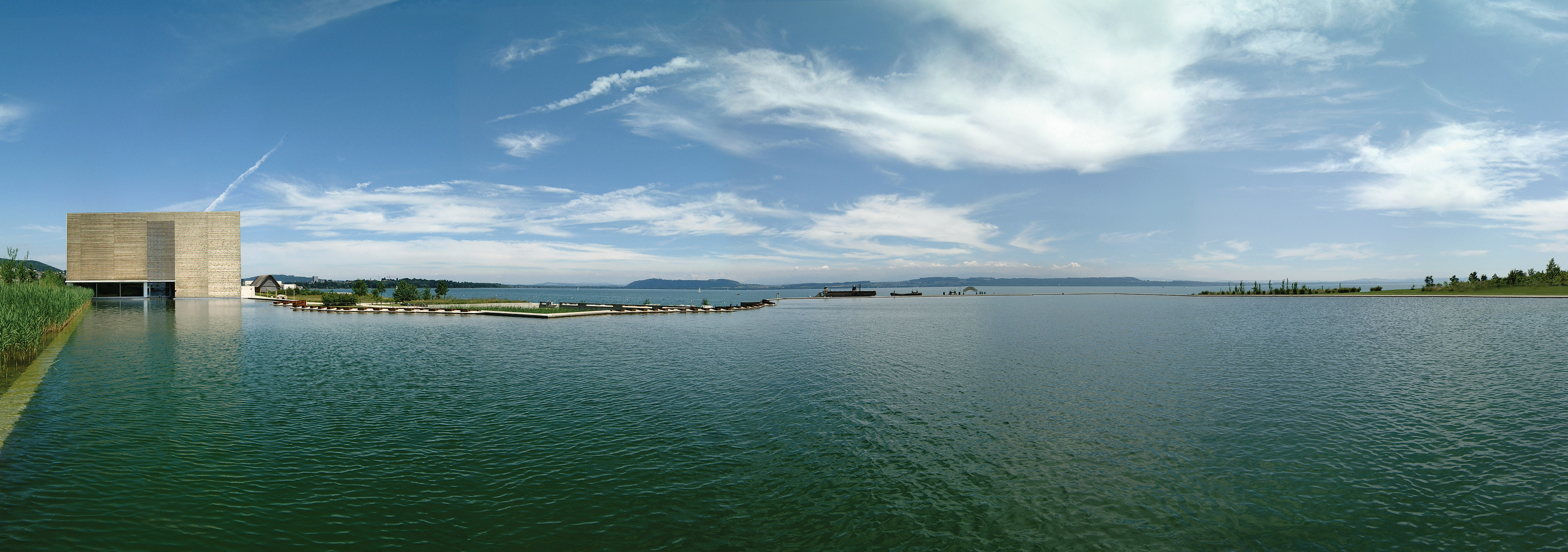
Vue du Laténium depuis l'angle du bassin surelevé se situant dans le parc archéologique du musée.

## Au-delà du musée
Une des forces du Laténium réside également dans le fait qu'il ne se résume pas seulement à sa fonction muséale. En effet, il héberge en ses murs deux autres institutions : la chaire de préhistoire de l’université de Neuchâtel mais également la section d'Archéologie cantonale de l'Office neuchâtelois du patrimoine et de l'archéologie (OPAN). Ainsi, ces trois institutions sont ainsi en contact permanent les unes avec les autres, ce qui était un but à atteindre par Michel Egloff, fondateur du Laténium. Cette réunion des forces au sein d'une seule unité architecturale, au-delà de sa qualité purement pratique, est surtout la manifestation d'une vision de l'archéologie visant à stimuler les interactions et à favoriser les échanges entre institutions. Le Laténium réunit donc dans son enceinte à la fois la recherche, l'enseignement mais également la sauvegarde et la mise en valeur du patrimoine neuchâtelois.
Ce rassemblement physique de ces diverses institutions leur permet de partager bien des ressources: dépôts, laboratoires, ressources informatiques, des salles de cours ou de conférences, salles de réunions, une bibliothèque, des archives, des ressources éditoriales ou encore infographiques... Tout est mis en place au sein du Laténium pour viser à un enrichissement global en se basant sur les compétences de chacun de ses membres.

## Réseau muséalIron Age Europe
Ce réseau est basé sur un partenariat international entre institutions destinées à la recherche, à la préservation et à la valorisation de sites archéologiques et de collections emblématiques de l’Europe de l’Âge du fer. Il a été mis en place en 2011 à l'initiative du Laténium, à l'occasion du son dixième anniversaire.
À ce jour[Quand ?], il regroupe les sites et les musées archéologiques suivants :
- Bibracte (Bourgogne, France) ;
- Munich (Bavière, Allemagne) ;
- Musée celto-romain de Manching (Bavière, Allemagne) ;
- Musée archéologique Henri-Prades (Montpellier, France) ;
- Village ibérique d'Ullastret (Catalogne, Espagne) ;
- Musée d'archéologie de Catalogne (Barcelone) (Catalogne, Espagne) ;
- Oppidum d'Ensérune (Béziers, France) ;
- Musée cantonal d'archéologie et d'histoire de Lausanne (Vaud, Suisse) ;
- Musée archéologique de Francfort-sur-le-Main (Hesse, Allemagne).